# Alan Baker (nhà toán học)
Alan Baker, FRS (19 tháng 8 năm 1939 – 4 tháng 2 năm 2018) là nhà toán học Anh. Ông sinh ở London. Ông được biết đến với những phương pháp hiệu quả ông đưa ra trong quá trình nghiên cứu lý thuyết số, đặc biệt những phương pháp xuất phát từ lý thuyết số siêu việt. Ông được trao huy chương Fields năm 1970, ở tuổi 31. Ông được sự dẫn dắt của nhà toán học Harold Davenport tại trường Đại học College London và sau đó ông tiếp tục học tại Cambridge. Ông là thành viên của Trinity College, Cambridge.
Lĩnh vực ông nghiên cứu bao gồm lý thuyết số, lý thuyết số siêu việt, dạng lô garit, phương pháp hiệu dụng trong lý thuyết số, hình học Diophantine và giải tích Diophantine.

## Các bài báo nổi bật
- Baker, Alan (1966), “Linear forms in the logarithms of algebraic numbers. I”, Mathematika. A Journal of Pure and Applied Mathematics, 13: 204–216, doi:10.1112/S0025579300003971, ISSN 0025-5793, MR0220680
- Baker, Alan (1967a), “Linear forms in the logarithms of algebraic numbers. II”, Mathematika. A Journal of Pure and Applied Mathematics, 14: 102–107, doi:10.1112/S0025579300008068, ISSN 0025-5793, MR0220680
- Baker, Alan (1967b), “Linear forms in the logarithms of algebraic numbers. III”, Mathematika. A Journal of Pure and Applied Mathematics, 14: 220–228, doi:10.1112/S0025579300003843, ISSN 0025-5793, MR0220680
- Baker, Alan (1990), Transcendental number theory, Cambridge Mathematical Library (ấn bản thứ 2), Cambridge University Press, ISBN 978-0-521-39791-9, MR0422171
- Baker, Alan; Wüstholz, G. (2007), Logarithmic forms and Diophantine geometry, New Mathematical Monographs, 9, Cambridge University Press, ISBN 978-0-521-88268-2, MR2382891